# Partialisme

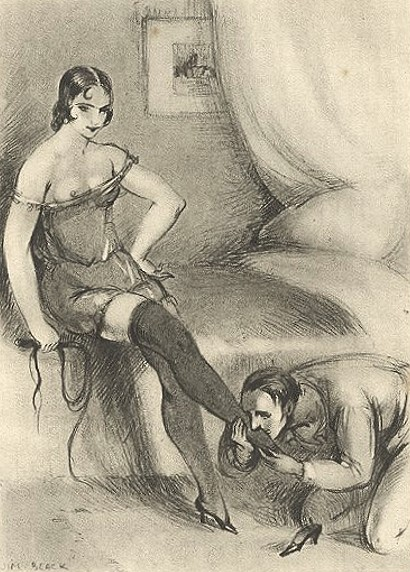
Un homme soumis vénérant le pied d'une femme.

Le partialisme est, dans le domaine médical,  une excitation sexuelle dont une seule partie spécifique du  corps humain est intéressante pour l'individu. 
Le partialisme était catégorisé comme paraphilie dans le "Manuel diagnostique et statistique des troubles mentaux" (DSM-IV-TR) de l'Association américaine de psychiatrie, mais a été tout simplement catégorisé comme Fétichisme sexuel par le DSM-5. 
Les individus atteints de partialisme décrivent l'anatomie en tant qu'intérêt fondamental dans leur sexualité.
Le partialisme, comme pour le fétichisme du pied, est une pratique qui concerne aussi bien les hétérosexuels que les homosexuels ,.